# Мемориал солдатам правопорядка (Челябинск)
Мемориал солдатам правопорядка в Челябинске находится на улице Труда на берегу реки Миасс в Центральном районе города.

## История
Мемориал сотрудникам МВД, погибшим при исполнении служебных обязанностей, был создан по инициативе Челябинского регионального совета ветеранов ОВД и внутренних войск России. Эта идея была поддержана руководством Главного Управления МВД РФ по Челябинской области, Советом ветеранов, Правительством Челябинской области и губернатором Михаилом Юревичем
.
Памятник был установлен на берегу Миасса рядом с Краеведческим музеем. Его автором выступил челябинский скульптор Сергей Воробьев, возводился на добровольные пожертвования сотрудников органов внутренних дел области, граждан и организаций. Его стоимость составила 20 млн рублей.
Мемориал представляет собой установленные на постамент бронзовые фигуры скорбящего воина и мальчика, рядом с которыми установлены мраморные стелы с высеченными на них 232 фамилиями сотрудников МВД, погибших при исполнении служебного долга с 1918 г. Скульптор сделал собирательный образ полицейского на основании фотографий южноуральских сотрудников полиции. Фигура же ребёнка сделана с прототипа сына одной из сотрудниц полиции. На постаменте установлены табличка с надписью «Солдатам правопорядка» и гербом Челябинска.
Торжественное открытие памятника состоялось 8 ноября 2013 г. в канун Дня сотрудника органов внутренних дел. На открытии мемориала присутствовали председатель областного правительства С. Комяков, глава администрации Челябинска С. Давыдов, начальник областного ГУМВД В. Скалунов, а также митрополит Феофан и главный муфтий Уральского округа Ринат хаджи-хазрат Раев.
Около мемориала проводятся памятные мероприятия.